# Belogorsk
Belogorsk è una cittadina dell'Estremo Oriente Russo, situata nell'oblast' dell'Amur, sul fiume Tom', 108 km a nordest del capoluogo Blagoveščensk; è capoluogo del distretto omonimo.
All'interno del territorio della città è presente l'insediamento di Nizinnoe.

## Storia
La città è stata fondata nel 1860 con il nome di Aleksandrovskoe (Александровское); nella sua storia ha cambiato nome parecchie volte:
- nel 1926 ricevette lo status di città e prese il nome di Aleksandrovsk na Tomi (Александровск-на-Томи);
- nel 1931 è la volta di Krasnopartizansk (Краснопартизанск);
- nel 1936, Kujbyševka-Vostočnaja (Куйбышевка-Восточная);
- nel 1957, arriva il nome attuale.

Belogorsk è attraversata dalla Ferrovia Transiberiana.

## Società

### Evoluzione demografica
Fonte: mojgorod.ru
- 1939: 34 000
- 1959: 48 600
- 1979: 63 400
- 1989: 73 400
- 2002: 67 422
- 2008: 67 800

## Curiosità
La città di Belogorsk detiene l'attuale record di temperatura massima per l'intera Siberia, pari a 42,4 °C, registrato il 25 giugno 2010.